# 総合保養地域整備法
総合保養地域整備法（そうごうほようちいきせいびほう、昭和62年6月9日法律第71号）は、リゾート産業の振興と国民経済の均衡的発展を促進するため、多様な余暇活動が楽しめる場を、民間事業者の活用に重点をおいて総合的に整備することに関する法律である。通称リゾート法。

## 概要
所管官庁は総務省、農林水産省、経済産業省及び国土交通省。各道府県が策定し、国の承認を受けた計画に基づき整備されるリゾート施設については、国及び地方公共団体が開発許可を弾力的に行うことができ、税制上の支援や政府系金融機関からの融資など優遇措置を受けられることが、開発予定企業や地方自治体にとってのメリットであった。同法におけるリゾート構想に関わらなかった東京都、神奈川県、富山県、岐阜県、大阪府、奈良県を除く道府県でリゾート開発事業が行われた。
1988年当初の段階で、36の道府県が構想の作成を進めていた。最も進行が早かったのは、1987年中に基礎調査を終えた「宮崎・日南海岸リゾート構想」（宮崎県宮崎市など8市町）、「三重サンベルトゾーン構想」（三重県伊勢市など23市町村）、「会津フレッシュリゾート構想」（福島県会津若松市など8市町村）の3か所である。この3県の構想は、1988年7月9日に同法適用第1号として承認されている。指定による地価高騰が警戒されたため、これらの地域は国土利用計画法に基づく「地価監視区域」にも指定された。

### 基本方針の変更と、抜本的な見直し
2004年2月に国は基本方針を変更し、関係する道府県に対し、政策評価を行った上で基本構想の抜本的な見直しを行うよう求めた。このため関係する各道府県においても「リゾート構想」に係る政策評価を行い、構想を廃止する傾向が強まった（ただし廃止には国の同意が必要となる）。

## リゾート法への批判
成果としては特に見るべきものは少なく、特に宮崎県の開発の目玉であったシーガイア（同法指定第1号）の破綻はその典型例とされる。また、開発予定企業の撤退や経営破綻による跡地の処分問題などその爪跡を残した。
背景には、プラザ合意後の為替の急激な不均衡を懸念する政治的な内需拡大政策があった。国土均衡発展主義の思惑と地域振興に悩む地方自治体の思惑が合致した。結果的には、低金利政策や土地担保主義によるリスク愛好的な銀行行動もリゾートバブルの誘因となったと言われる。
法律制定当時は、当時のバブル景気を背景にしたカネ余りもあって、地域振興策に悩む地方（特に過疎地）では大いに期待され、ほとんどの道府県が計画策定に取り組んだ。その一方、自然環境への悪影響や乱開発を招き、地方財政が悪化するなどの問題が当初から指摘されていた。特に日本共産党は環境破壊、財政悪化などを招くとしてリゾート法に反対していた。また、日本弁護士連合会（日弁連）は1991年11月15日にリゾート法の廃止を求める決議を採択。2004年10月8日に再度リゾート法廃止を求める決議を採択している。
バブル崩壊後には計画の破綻が相次ぎ、リゾート法とそれを根拠としたリゾート開発に対しては法成立当初から、また実施後も様々な批判が寄せられている。
- 自然保護の観点からの批判
広大な面積を要するゴルフ場等、環境破壊につながる。
- 地方財政を圧迫するという批判
過疎地での大規模開発は地方財政を圧迫し、財政悪化による住民サービス低下が生じる。
- 地域振興に寄与しないという批判
東京などの大都市部に本社を置く大企業による開発となり、地元企業の振興につながらない。また、雇用も、中央からの出向が多かったり、地元雇用が創出されるにしても低賃金の非正規雇用が多くを占める可能性がある[8]との批判。
食材調達などで地産地消が行われず、地元食材などの使用量が少なく、地元の農業・漁業などの振興への寄与が少ない。
- 需要を無視しているとの批判
ターゲットのニーズをくみ取れていない。また長期休暇の取りにくい日本の観光需要の実態に合っていない。
- 開発の画一性に対する批判
一斉に開発構想が練られたことと、開発計画を練る側のアイデアの貧困もあり、地域の特性を活かせずどこでも同じような開発がなされた。
山間地ならスキー場・リゾートホテル・ゴルフ場、海洋リゾートならマリーナ・海を望むゴルフ場・リゾートホテルといった「3点セット」に終始した。このほかテニスコートなどがメニューに載せられることも多かった。こうした画一的な開発は「金太郎飴」と批判された。
- その他の批判
  - リゾート開発により、伊東市では「水道資源保護条例」の制定が余儀なくされたり、湯沢町では水道水の供給の規制など、地域住民の生活に支障をきたすという、トラブルが相次いで多発した[7]。また、リゾート開発の承認過程においては、関係市町村との協議等の規定があるが、住民はリゾート開発への参加の機会が保障されなかったり、審査となる基礎資料が非公開となるなど、地元住民が住む地域がどのように変わるのかがまったく知ることができないなどの、リゾート開発に対するリスクや不安がつきまとうという批判[8]。

## 主なリゾート構想
同法に基づく基本構想及び特定地域名と関係施設の主なものを以下に列挙する。合計42地域。
- 宮崎・日南海岸リゾート構想（同法第1号指定）- シーガイア、日南海岸南郷プリンスホテル
- 三重サンベルトゾーン構想（同法第1号指定）- 志摩スペイン村、志摩芸術村等
- 会津フレッシュリゾート構想（同法第1号指定）- 磐梯清水平リゾート、グランデコスノーリゾート、会津高原だいくらスキー場等
- 秩父リゾート地域整備構想 - 秩父ミューズパーク等
- 雪と緑のふるさとマイ・ライフリゾート新潟構想 - ベルナティオ等
- 沖縄トロピカルリゾート構想 - ザ・ブセナテラス等
- 蔵王・月山地域リゾート構想 - 道の駅寒河江（チェリーランド）、弓張平公園、黒伏高原スノーパークジャングル・ジャングル等
- 北海道ニセコ・羊蹄・洞爺湖周辺リゾート地域整備構想 - ザ・ウィンザーホテル洞爺リゾート&スパ等
- にっぽんリゾート・ふじの国構想 - 初島クラブ（現：エクシブ初島）等
- 瀬戸内・サンリゾート構想 - レオマワールド（現：ニューレオマワールド）等
- 玄海レク・リゾート構想 - スペースワールド、マリノアシティ福岡等
- 北海道富良野・大雪リゾート地域整備構想 - トマムリゾート、サホロリゾート等
- ナガサキ・エキゾティック・リゾート構想 - ハウステンボス等
- “燦”黒潮リゾート構想 - グリーンピア南紀等
- 鹿児島・サン・オーシャンリゾート構想 - グリーンピア指宿等
- 琵琶湖リゾートネックレス構想
- 三河湾地域リゾート整備構想
- 山梨ハーベストリゾート構想
- 島根中央地域リゾート構想
- ふるさと大山ふれあいリゾート構想
- 歴史と自然のパノラマさがリゾート構想
- 土佐浜街道リゾート構想
- 茨城・きらめき・リゾート構想
- 鹿児島サン・オーシャン・リゾート構想
- サザンセト・サンシャインリゾート構想
- 蒜山美作リゾート構想
- ヒューマン・リゾートとくしまの海と森構想
- 総合保養地域の整備に関する基本構想
- 日光・那須リゾートライン構想
- ぐんまリフレッシュ高原リゾート構想
- 北緯40°シーズナルリゾートあきた構想
- さんりく・リアス・リゾート構想
- 房総リゾート地域整備構想
- 瀬戸内中央リゾート構想
- 別府くじゅうリゾート構想
- 丹後リゾート構想
- “フレッシュエア信州”千曲川高原リゾート構想
- 栗駒・船形リフレッシュリゾート―オアシス21構想
- 石川県南加賀・白山麓総合保養地域整備構想
- 奥越高原リゾート構想
- 天草海洋リゾート基地建設構想
- 津軽・岩木リゾート構想
- えひめ瀬戸内リゾート開発構想

上記のうち、秩父リゾート地域整備構想、瀬戸内・サンリゾート構想、沖縄トロピカルリゾート構想、島根中央地域リゾート構想、土佐浜街道リゾート構想、茨城・きらめき・リゾート構想、さんりく・リアス・リゾート構想、瀬戸内中央リゾート構想、津軽・岩木リゾート構想については廃止となった。

### 廃止されたリゾート構想
これまでに廃止された構想は以下の12構想に上る（廃止年月日順）。四国地方に至っては全県でリゾート構想が廃止となった。
1. えひめ瀬戸内リゾート開発構想（愛媛県）
2. 土佐浜街道リゾート構想（高知県）
3. 秩父リゾート地域整備構想（埼玉県）
4. さんりく・リアス・リゾート構想（岩手県）
5. 島根中央地域リゾート構想（島根県）
6. 瀬戸内・サンリゾート構想（香川県）
7. 瀬戸内中央リゾート構想（広島県）
8. 沖縄トロピカルリゾート構想（沖縄県）
9. 津軽・岩木リゾート構想（青森県）
10. 茨城・きらめき・リゾート構想（茨城県）
11. ヒューマンリゾートとくしまの海と森構想（徳島県）
12. 琵琶湖リゾートネックレス構想（滋賀県）